# Edward Pitblado
Edward Bruce Pitblado (né le 23 février 1896 à Winnipeg, mort le 2 décembre 1977 dans la même ville) est un avocat canadien et un joueur britannique de hockey sur glace.

## Biographie
Ses grands-parents viennent de l'Ontario en 1869 ; le grand-père est un émigrant du Royaume-Uni.
Son père, l'avocat Isaac Pitblado, est président du conseil des gouverneurs de l'université de 1917 à 1924 et avocat de meneurs de la grève générale de Winnipeg en mai et juin 1919. Il a pour mère son épouse d'Almyra Campbell.
Pitblado participe à la Première Guerre mondiale au sein du Régiment royal de l'Artillerie canadienne puis en février 1917 dans le Royal Flying Corps.
Pitblado est diplômé de l'université du Manitoba en 1920 et fait son stage dans le cabinet d'avocats de son père sous la direction d'Alfred Erskine Hoskin. Grâce à une bourse Rhodes, Pitblado va à l'université d'Oxford en septembre 1921. En 1924, il retourne au Manitoba et obtient un diplôme en droit de l'université du Manitoba en 1926.
En 1928, il épouse Esther Jonsson, fille du révérend B. B. Jonsson. Ils ont deux enfants : James Pitblado et Janice Pitblado.

## Carrière

### Judirique
Pitblado a une longue carrière juridique. Il est président du Barreau du Manitoba (1965-1966). Il est l'un des fondateurs de l'association des anciens élèves de l'université du Manitoba et est président de 1929 à 1931. Il est président de la Manitoba Fish and Game Association en 1935, aide à fonder la branche canadienne de Ducks Unlimited et est secrétaire de l'organisation de 1938 à 1974.

### Sportive
À son entrée à l'université d'Oxford, il intègre l'équipe de hockey sur glace. Il joue d'abord le 27 janvier 1922 un match contre l'équipe de l'armée britannique. Le 15 février 1922, il intègre l'équipe nationale de Grande-Bretagne et joue le match contre la Suisse lors de la Kulm Cup.
Lors de la saison 1923-1924, il est capitaine de l'équipe de l'université d'Oxford qui remporte la Coupe Spengler 1923 fin décembre. Il participe au match de sélection de l'équipe de Grande-Bretagne pour les Jeux olympiques le 30 novembre 1923 avec l'équipe "Rest of England".
Edward Pitblado est sélectionné comme attaquant au sein de l’équipe olympique britannique pour les Jeux olympiques de 1924 à Chamonix,. Elle remporte la médaille de bronze.